# Cadú
Pour le footballeur brésilien né en 1982, voir Cadu (football, 1982).
Ricardo Manuel Ferreira Sousa, surnommé Cadú, est un footballeur portugais né le 21 décembre 1981 à Paços de Ferreira.
Il évolue au poste de défenseur.

## Biographie
Cadú commence sa carrière professionnelle au FC Paços de Ferreira. En 2004, il est transféré vers le club de Boavista.
En 2006, il quitte son pays natal et signe en faveur du club roumain du CFR 1907 Cluj. Avec ce club, il est notamment sacré champion de Roumanie à deux reprises.

## Palmarès
- Champion de Roumanie en 2008 et 2010 avec le CFR 1907 Cluj
- Vainqueur de la Coupe de Roumanie en 2008, 2009 et 2010 avec le CFR 1907 Cluj
- Vainqueur de la Supercoupe de Roumanie en 2009 et 2010 avec le CFR 1907 Cluj